# 傅樹聲
傅樹聲（英語：Fu Shu Sing，1985年11月12日—），生於香港，香港足球運動員，司職前鋒，現時效力香港乙組聯賽球會晨曦。

## 球員生涯
傅樹聲生於香港，早年就讀獅子會中學。於2005年加入南華青年軍直到翌季卻因球市不景被解散，僅得郭建邦、梁子駿及謝德謙等少數精英獲擢升一隊，傅樹聲遂放棄足球夢面對現實努力工作，直至2013/14季憑藉小型球比賽獲教練招重文引薦加盟仍在乙組角逐的黃大仙，當季為黃大仙取得乙組聯賽亞軍符合升級到港超聯資格並成為職業球員，他於2015年4月13日對東方的足總盃4強在下半場取得為黃大仙反先3–2，雖然最後加時以3–5出局但已贏盡球迷掌聲，最終傅樹聲首季協助球會獲得港超聯第8名成功留級，直到翌季最終黃大仙排行榜尾需要降級至甲組聯賽而傅樹聲亦轉投甲組球會晨曦。

## 外部連結
- 香港足球總會網頁球員註冊資料 （页面存档备份，存于）